# Ek to the Roots
Ek to the Roots ist das sechste Soloalbum des deutschen Rappers Eko Fresh. Es erschien am 31. August 2012 über das zu Sony Music gehörende Label Seven Days Music als Standard-Edition und limitierte Fanbox. Das Album besteht jeweils aus einer Doppel-CD.

## Titelliste
CD 1:
| #  | Titel                         | Gastbeiträge                                                       | Produzent                 | Länge |
| -- | ----------------------------- | ------------------------------------------------------------------ | ------------------------- | ----- |
| 1  | Intro                         |                                                                    |                           | 2:31  |
| 2  | Euer Vater                    |                                                                    | Phat Crispy               | 3:40  |
| 3  | Es muss sein                  |                                                                    | Phat Crispy               | 3:34  |
| 4  | Rap Lexikon                   |                                                                    | Isy B                     | 4:02  |
| 5  | Wie die Zeit vergeht          | Fredro Starr                                                       | Isy B                     | 3:59  |
| 6  | Der König ist zurück          |                                                                    | Joshimixu                 | 3:59  |
| 7  | Diese Zwei                    | Bushido                                                            | Phat Crispy               | 3:27  |
| 8  | Saz Skit                      |                                                                    |                           | 0:45  |
| 9  | Der Gastarbeiter              |                                                                    | Big Daddy Shane           | 4:28  |
| 10 | Gib mir ein Zeichen           | Young Noble                                                        | Phat Crispy & Ear2ThaBeat | 3:57  |
| 11 | Eure Szene Skit               |                                                                    |                           | 1:11  |
| 12 | Augenbrauen                   |                                                                    | Phat Crispy               | 3:08  |
| 13 | Mein eigener Chef             |                                                                    | Maestro                   | 3:52  |
| 14 | Ehre und Stärke               | Frauenarzt, Mr. Capone-E & Serious Sam                             | Phat Crispy & Ear2ThaBeat | 4:02  |
| 15 | Scheiss drauf                 |                                                                    | ZH Beatz                  | 3:51  |
| 16 | Manche sind so                |                                                                    | Phat Crispy               | 3:30  |
| 17 | Fatales Trio                  | Xatar & SSIO                                                       | Reaf                      | 3:26  |
| 18 | Klassentreffen (Bonus-Track)* | Sentence, Ali A$, Toni der Assi, Pappa Landliebe, Pillath & MoTrip | Phat Crispy & Ear2ThaBeat | 4:46  |

* Nur in der physischen Version enthalten
CD 2:
| #  | Titel                           | Gastbeiträge                                            | Produzent                 | Länge |
| -- | ------------------------------- | ------------------------------------------------------- | ------------------------- | ----- |
| 1  | Intro 2                         |                                                         |                           | 0:53  |
| 2  | Schon wieder                    |                                                         | Phat Crispy & Ear2ThaBeat | 3:37  |
| 3  | 90er Drive-By                   | Mike Dalien                                             | Phat Crispy               | 3:24  |
| 4  | Scheisse gibt’s umsonst         |                                                         | Joshimixu                 | 3:22  |
| 5  | Still Alive                     | Yukmouth                                                | Serious Sam               | 2:58  |
| 6  | Das Ghetto nicht aus mir        |                                                         | Monroe                    | 3:57  |
| 7  | Träumer                         | Summer Cem & Farid Bang                                 | Phat Crispy & Ear2ThaBeat | 3:33  |
| 8  | Sebi Skit                       |                                                         |                           | 0:28  |
| 9  | Mach ma’ nich’ (auf Eko Fresh)  | Sady K                                                  | Phat Crispy               | 3:25  |
| 10 | Oh Shit Alder                   |                                                         | Phat Crispy               | 3:19  |
| 11 | Rap Tutorial                    |                                                         | Joshimixu                 | 2:33  |
| 12 | Gefällt das                     | Hans Sarpei                                             | Monroe                    | 2:56  |
| 13 | Der Don (Last Chapter)          | Ado Kojo                                                | Big Daddy Shane           | 4:11  |
| 14 | Immer noch so hart              | Spice One & Sinan-G                                     | Serious Sam               | 3:57  |
| 15 | Von unten                       |                                                         | Monroe                    | 3:55  |
| 16 | Mein Name ist 2                 |                                                         |                           | 3:04  |
| 17 | Outro                           |                                                         |                           | 1:49  |
| 18 | Sinif Toplantisi (Bonus-Track)* | Summer Cem, Erci E, Defkhan, Tek Memo, Yener & Musti C. | Big Daddy Shane           | 5:19  |

* Nur in der physischen Version enthalten
Bonussong der digital Amazon Version:
| #  | Titel     | Gastbeiträge | Produzent | Länge |
| -- | --------- | ------------ | --------- | ----- |
| 18 | Wikipedia |              |           | 3:29  |

Bonussong der iTunes Version:
| #  | Titel          | Gastbeiträge | Produzent | Länge |
| -- | -------------- | ------------ | --------- | ----- |
| 18 | Doppelreimking |              |           | 2:41  |

## Musikvideos
Insgesamt wurden 13 Musikvideos zum Album veröffentlicht. Es wurden Videos zu Euer Vater, Es muss sein, Rap Lexikon, Wie die Zeit vergeht, Diese Zwei, Der Gastarbeiter, Eure Szene Skit, Fatales Trio, Still Alive, Mach ma’ nich’, Raptutorial und den Bonus-Tracks Klassentreffen und Sinif Toplantisi gedreht.

## Erfolg
Ek to the Roots stieg auf Platz 3 der deutschen Album-Charts ein. Es hielt sich drei Wochen in der deutschen Hitparade. In der Schweiz erreichte das Album Platz 4 und konnte sich ebenfalls 3 Wochen in den Charts halten. In Österreich war Platz 10 die höchste Platzierung. Dort konnte sich das Album 2 Wochen in den Charts halten.